# Tuzlanski kiseljak
Tuzlanski kiseljak je izvorište termalne mineralne vode na području Grada Tuzle, u Kiseljaku, na zapadnom kraju mjesta, južno od Poljane. Spada u prirodnu baštinu ruralnog dijela općine Tuzle. Pod zaštitom je države. Zaštićen je kao zaštićeni krajobraz.
Na glasu je kao ljekovit. Ljudi su do bunara pješačili i 12 kilometara da bi se napili. Preko 60 godina bio je omiljeno izletište za teferiče i slične događaje lokalnog stanovništva i stanovnika šireg okruženja.
Ova prirodna mineralna voda bogata magnezijem, cinkom, kalcijem, kalijem te mikroelementima bakrom, cinkom, stroncijem, molibdenom, vanadijem i selenom. Umjerena je količina natrija. Bogat je hidrokarbonatom i zbog hidrokarbonatnog oblika jedinstvena je na svijetu.
Ratne 1993. odlučilo se napraviti gospodarski konzorcij od subjekata iz soljanskog kraja. Prvo se razmatralo komercijalizirati mineralnu vodu iz Kiseljaka kod Tuzle, koja je bila na glasu kao ljekovita i da godi. Budući da nije bilo drugih kiseljaka na tržištu, plasirana je na tržište. Konzorcij se raspao nakon tri godine i jedina zainteresirana bila je Tuzlanska pivara. Istraživanja su pokazala postojanje visokog postotka magnezija (Mg++) u vodi te odsustvo ili mali postotak sulfata (tzv. "gorke soli"). U mineralnoj vodi se uz željeni magnezij pojavljuju sulfati u manjem postotku.
Svojevremeno je ova mineralna voda bila četvrta na međunarodnoj ljestvici mineralnih voda s velikim postotkom magnezija. Velika je potražnja za vodom ovakvih osobina. Voda iz Kiseljaka godinama se flaširala u pogonima Tuzlanske pivovare, pa su se prebacili na druga izvorišta.
Staro izvorište u Kiseljaku danas je zapušteno, ali ju mještani koriste. Premda je i dalje na glasu kao ljekovita i što mještani Kiseljaka svakodnevno uzimaju vodu s izvorišta, nikad to nije potaknulo stručnjake sprovesti ozbiljnija istraživanja i raščlambe. Izvorištu ugrozu predstavljaju okolna odlagališta otpada. Radi očuvanja, pokrenuta je inicijativa za sanaciju izvorišta.